# Az apokalipszis lovasai (film)
Az apokalipszis lovasai (eredeti cím: Horsemen) 2009-es amerikai filmthriller, amelyet David Callaham forgatókönyvébő Jonas Åkerlund rendezett. A főbb szerepekben Dennis Quaid és Csang Ce-ji látható.
Az Amerikai Egyesült Államokban 2009. március 6-án mutatták be a mozikban.

## Cselekmény
Aidan Breslin nyomozó nehezen boldogul az életével, a munkájával és két fia, Alex és Sean nevelésével, miután felesége rákban elhunyt.
Amikor egy befagyott tó jegén egy idős férfi fogait találják meg egy felszolgáló sapka alatt, Breslint törvényszéki odontológusként a helyszínre hívják, és megbízzák az ügy vezetésével. A tetthelyen az a feltűnő, hogy a tó körül négy fát, mindkét irányban egyet-egyet, piros festékkel a „Gyere és nézd meg” felirattal jelöltek meg.
Nem sokkal később Mary Anne Spitz örökbefogadott lányának, Kristinnek a holttestét egy fémkeretbe akasztva találják meg, a hasát felhasítva és a tüdejét átszúrva, ami miatt végül belefulladt a saját vérébe. A falakon ugyanaz a négy írás található, mint az első tetthelyen. Breslin most már azt feltételezi, hogy egy sorozatgyilkosságról van szó, és további áldozatoktól tart.
Aggodalmai valóra válnak, amikor megtalálják a harmadik áldozatot Garrison Jacobs személyében, akit ugyanolyan szado-mazo módszereknek vetettek alá, és akinek a testén az ismerős jelek láthatók.
Breslin rájön, a talált írás egy bibliai idézet. A Jelenések könyvéből származik, amelyben Az Apokalipszis lovasait jelentik be. A nyomozásban részt vevő nyomozónak ugyanakkor sikerül azonosítania a fémkeretek gyártóját, aki egy helyi tetoválóművész. Azt állítja, négy fémkeretet készített egy névtelen megrendelésre.
Kristin kapcsolatba lép Breslinnel, és egy parkbeli séta közben bevallja neki, hogy megölte terhes anyját, és eltávolította annak magzatát. Azért tette ezt, hogy megbüntesse az apját, aki szexuálisan bántalmazta őt. A gyerekszobájában videófelvételeket találnak Garrison Jacobs és Mary Anne Spitz erőszakos haláláról.
Bár Kristin őrizetben van, a gyilkosságok folytatódnak. Ez összhangban áll a törvényszéki vizsgálat eredményeivel, amely szerint négy elkövető volt – az apokalipszis négy lovasának analógiájára.
A nyomozás során Breslin rájön, az összes áldozat csoportterápiára járt Annette Richardsonhoz. Mivel Breslin fia, Alex az édesanyja halála után szintén Annette Richardsonhoz fordult terápiára, Breslin attól tart, az elkövetők azért helyezték el a fogakat az első gyilkossági áldozaton, hogy biztosítsák; igazságügyi fogorvosként őt jelöljék ki az ügyre, ezért a fiaiban látja a sorozatgyilkosok következő áldozatait.
Breslin ezért egyenesen Sean iskolájába indul, csakhogy ott telefonon közlik vele, hogy a Breslin házához küldött Stingray kollégát összeverték. Miután ellátja Stingray-t és orvosi segítséget hív, Breslin bemegy Alex szobájába megnézni a fiát. A fiú nincs otthon, de Breslin elborzadva tapasztalja, hogy Alex nem egy sorozatgyilkos áldozata, hanem maga a sorozatgyilkosok egyike.
Breslin elindul találkozni fiával a városi színházban, de ott egy injekcióval elaltatják, és csak akkor tér magához, amikor fia már megsérült, és egy fémkeretben lóg. Elmondja apjának; öngyilkosságát videókamerán keresztül közvetíti az interneten, és ez a jel az online közösség számára, hogy fellázadjanak a családjuk ellen.
Breslinnek sikerül kiszabadítania magát a bilincsekből, kiszabadítja fiát a fémkeretből, és ezzel megmenti az életét.

## Szereplők
| Szerep               | Színész              | Magyar hang          |
| -------------------- | -------------------- | -------------------- |
| Aidan Breslin        | Dennis Quaid         | Szabó Sipos Barnabás |
| Kristen Spitz        | Csang Ce-ji          | Bogdányi Titanilla   |
| Alex Breslin         | Lou Taylor Pucci     | Szalay Csongor       |
| "Stingray" Rodriguez | Clifton Collins Jr.  | Kárpáti Levente      |
| Corey Kurth          | Patrick Fugit        | Seszták Szabolcs     |
| Mr. Spitz            | Peter Stormare       |                      |
| Garrison Jacobs      | Daryl Dorge          |                      |
| Taylor               | Eric Balfour         | Tóth Roland          |
| Krupa rendőrfőnök    | Chelcie Ross         |                      |
| Sean Breslin         | Liam James           |                      |
| Ms. Bradshaw         | Deborah Odell        |                      |
| Terrence             | David Dastmalchian   |                      |
| Tuck                 | Barry Shabaka Henley | Melis Gábor          |
| Whiteleather atya    | Paul Dooley          | Kajtár Róbert        |

### Magyar változat
- Főcím: Tóth G. Zoltán
- Magyar szöveg: Zalatnay Márta
- Hangmérnök és vágó: Hegyessy Ákos
- Gyártásvezető: Pesti Zsuzsanna
- Szinkronrendező: Gaál Erika
- Produkciós vezető: Legény Judit

A szinkront a Laborfilm Szinkronstúdió készítette el.

## A film készítése
A forgatásra a kanadai Winnipegben (Manitoba) került sor.

## Fogadtatás
A Rotten Tomatoes weboldal 17%-os értékelést kapott 6 kritika alapján, az átlagértékelése 3,8 pont a 10-ből. Jordan Mintzer, a Variety munkatársa kiszámítható filmnek nevezte, amely négy filmes klisét használ: „túlstilizált tortúra, ostorcsapásszerű vágás, kényszeres forgatókönyv-fordulatok és durva neonvilágítás”.